# Фишка дальше не идёт

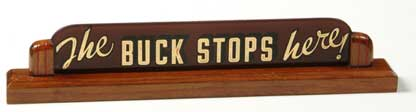
Табличка с надписью «Фишка дальше не идёт», украшавшая стол Гарри Трумэна

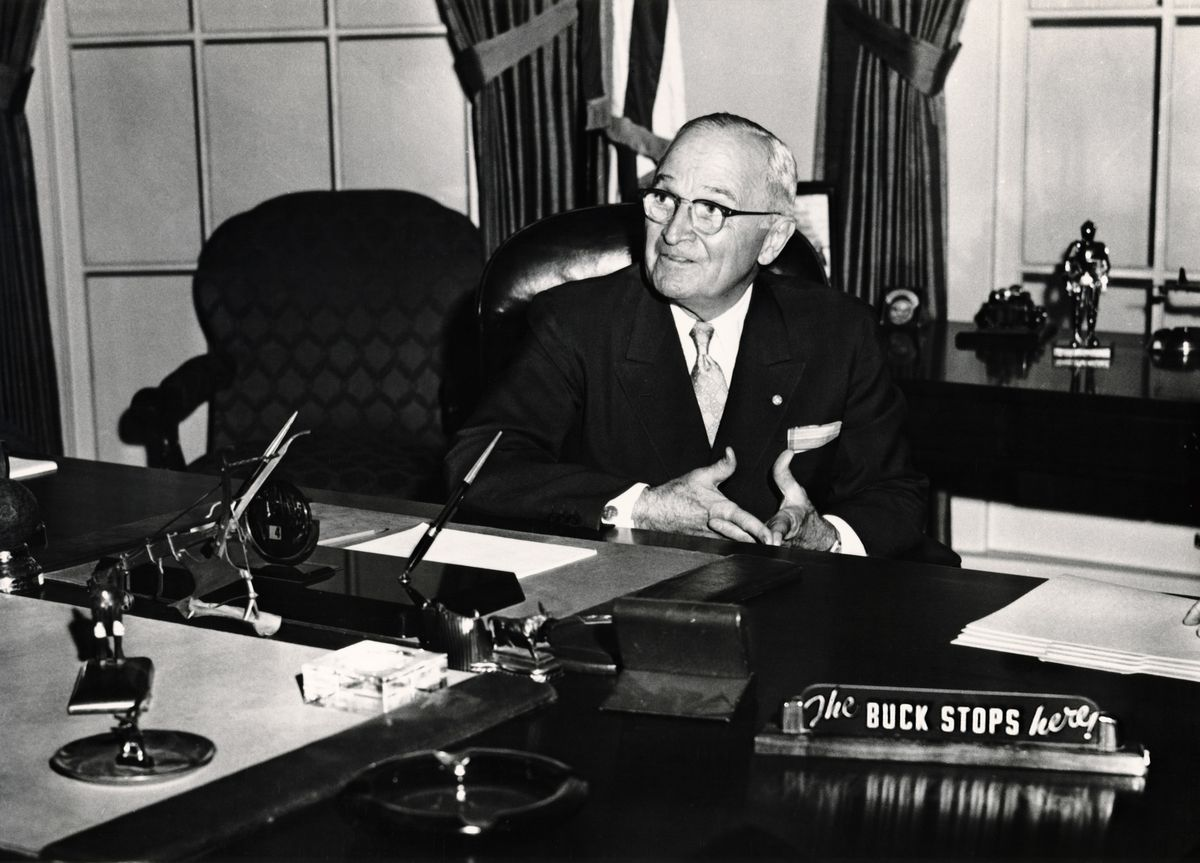
Трумэн за столом, украшенным его девизом

«Фишка дальше не идёт» (англ. the buck stops here) — фраза из обихода игроков в покер, получившая более широкое распространение благодаря президенту США Гарри Трумэну, который сделал её своим девизом. С 1957 года табличка с этой надписью, которая украшала его стол, выставляется в Библиотеке Гарри Трумэна (знакомый Трумэна увидел такую табличку у начальника исправительного учреждения, которое он посетил, и попросил такую же для президента).
В покере «фишка» (англ. buck) передаётся по кругу и помещается каждый раз перед игроком, которому подошла очередь сдавать карты. Если игрок не хочет сдавать карты, он передаёт фишку следующему. В переносном смысле фишка — атрибут человека, ответственного за принятие решений. Говоря, что она «дальше не идёт», президент давал понять, что именно он готов принимать решения и нести за это ответственность.
Обычно фраза произносится тем, кто отвечает за принятие решений и кого будут винить, если что-то пойдет не так.
Публицист и сатирик Сирил Паркинсон, автор известного Закона Паркинсона, рассматривает ритуал пересылки воображаемой фишки в управленческих иерархиях как некий фундаментальный принцип по передаче ответственности от низших эшелонов власти к высшим, вплоть до самого верхнего. Разбору механизма передачи фишки посвящена отдельная глава его монографии «Законы Паркинсона».